# Ľutov
Ľutov est un village de Slovaquie situé dans la région de Trenčín.

## Histoire
Première mention écrite du village en 1329.

## Démographie

### Évolution de la population
| Année:               | 1994. | 2004.   | 2014.    | 2024.    |
| -------------------- | ----- | ------- | -------- | -------- |
| Nombre de personnes: | 138   | 135     | 159      | 176      |
| Différence:          |       | -2,17 % | +17,77 % | +10,69 % |

| Année:               | 2023. | 2024.   |
| -------------------- | ----- | ------- |
| Nombre de personnes: | 177   | 176     |
| Différence:          |       | -0,56 % |